# Rimpianto

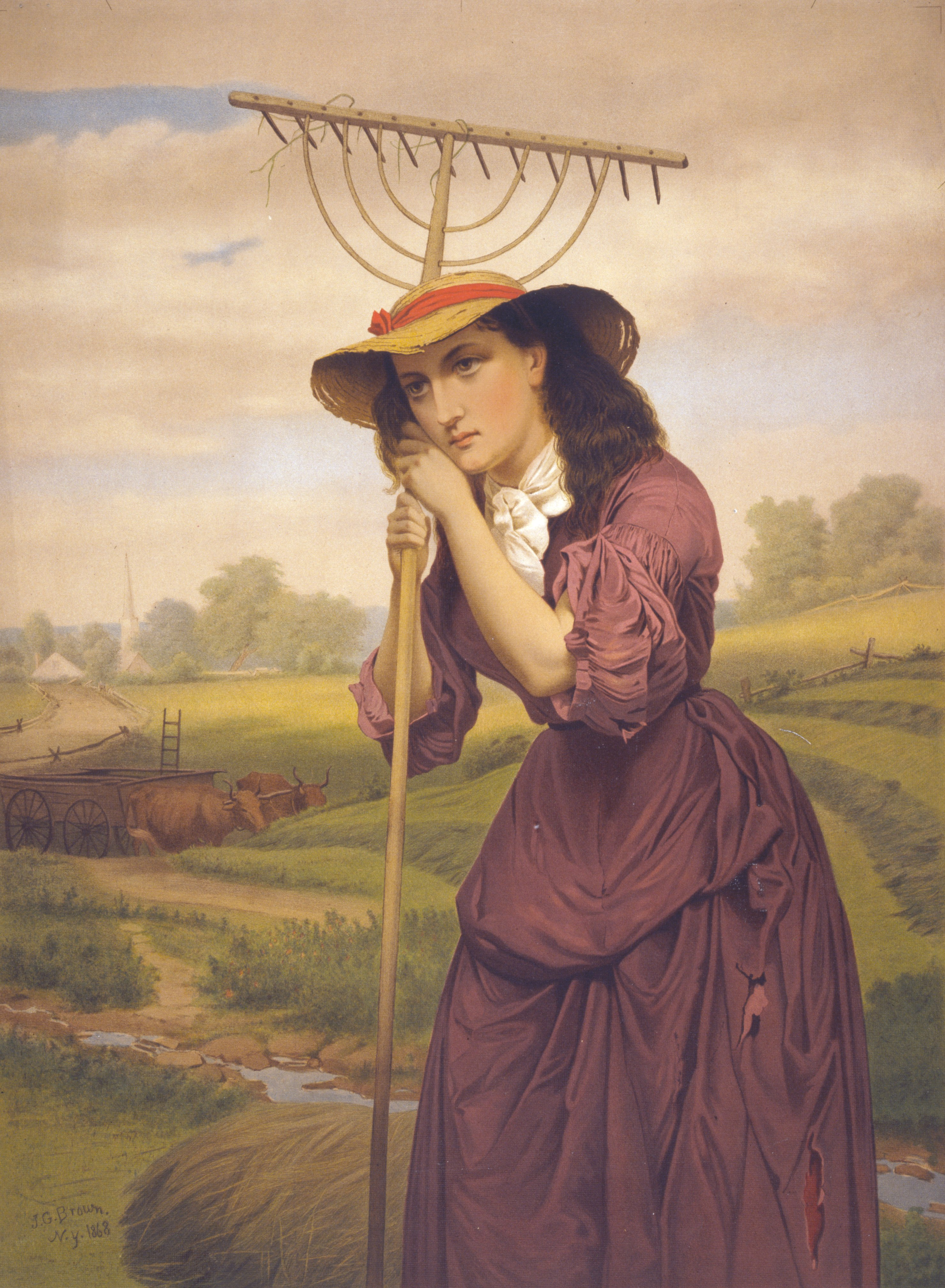
John Greenleaf Whittier, Maud Muller, la protagonista di un poema di John Greenleaf Whittier sul rimpianto

Il rimpianto è una reazione negativa, conscia ed emotiva a comportamenti avuti nel passato. Generalmente viene accompagnato da tristezza o imbarazzo, che si manifestano dopo che una persona si rende conto che avrebbe dovuto fare una determinata cosa che non ha fatto.
Il rimpianto è distinto dalla colpevolezza, in quanto questa è una sensazione molto più emotiva ed è difficile da spiegare e da comprendere in modo obiettivo. In questo caso, in termini di intensità emotiva, il rimpianto è un'emozione subordinata alla colpevolezza. Inoltre, nel caso della colpevolezza, la vergogna agisce in ambito sociale, mentre nel rimpianto solo nel piano strettamente personale.
È inoltre distinto dal rimorso che è considerato dalla società come violento o vergognoso.
Il rimpianto si manifesta per azioni che si volevano fare e che non si sono fatte.
In letteratura e in retorica il rimpianto è anche una forma di evocazione o espressione di sentimenti di mancanza, assenza.
(Marilyn Monroe)

## Definizione
Il rimpianto è stato definito dagli psicologi alla fine degli anni '90 come "un'emozione negativa basata su un'inferenza controfattuale verso l'alto, focalizzata su se stessi". Un'altra definizione è "uno stato emotivo avversivo suscitato da una discrepanza nei valori di risultato delle azioni scelte rispetto a quelle non scelte".
Il rimpianto differisce dal rimorso in quanto le persone possono rimpiangere cose al di fuori del loro controllo, ma il rimorso indica un senso di responsabilità per la situazione. Ad esempio, una persona può provare rimpianto per la morte di persone durante i disastri naturali, ma non può provare rimorso per quella situazione. Tuttavia, una persona che danneggia intenzionalmente qualcuno dovrebbe provare rimorso per quelle azioni. Il rimpianto dell'agente (agent regret) è l'idea che una persona possa essere coinvolta in una situazione e rimpiangere il proprio coinvolgimento anche se tali azioni fossero innocenti, non intenzionali o involontarie. Ad esempio, se qualcuno decide di morire mettendosi davanti a un veicolo in movimento, la morte non è colpa dell'autista, ma l'autista potrebbe comunque rimpiangere che la persona sia morta.
Il rimpianto è distinto dalla delusione. Entrambe sono esperienze emotive negative relative a un risultato di perdita ed entrambe hanno correlati neuronali simili. Tuttavia, differiscono per quanto riguarda il feedback sul risultato, confrontando la differenza tra i risultati per l'azione scelta rispetto a quella non scelta; Con rimpianto, si verifica un feedback completo e con delusione un feedback parziale.

## Modelli

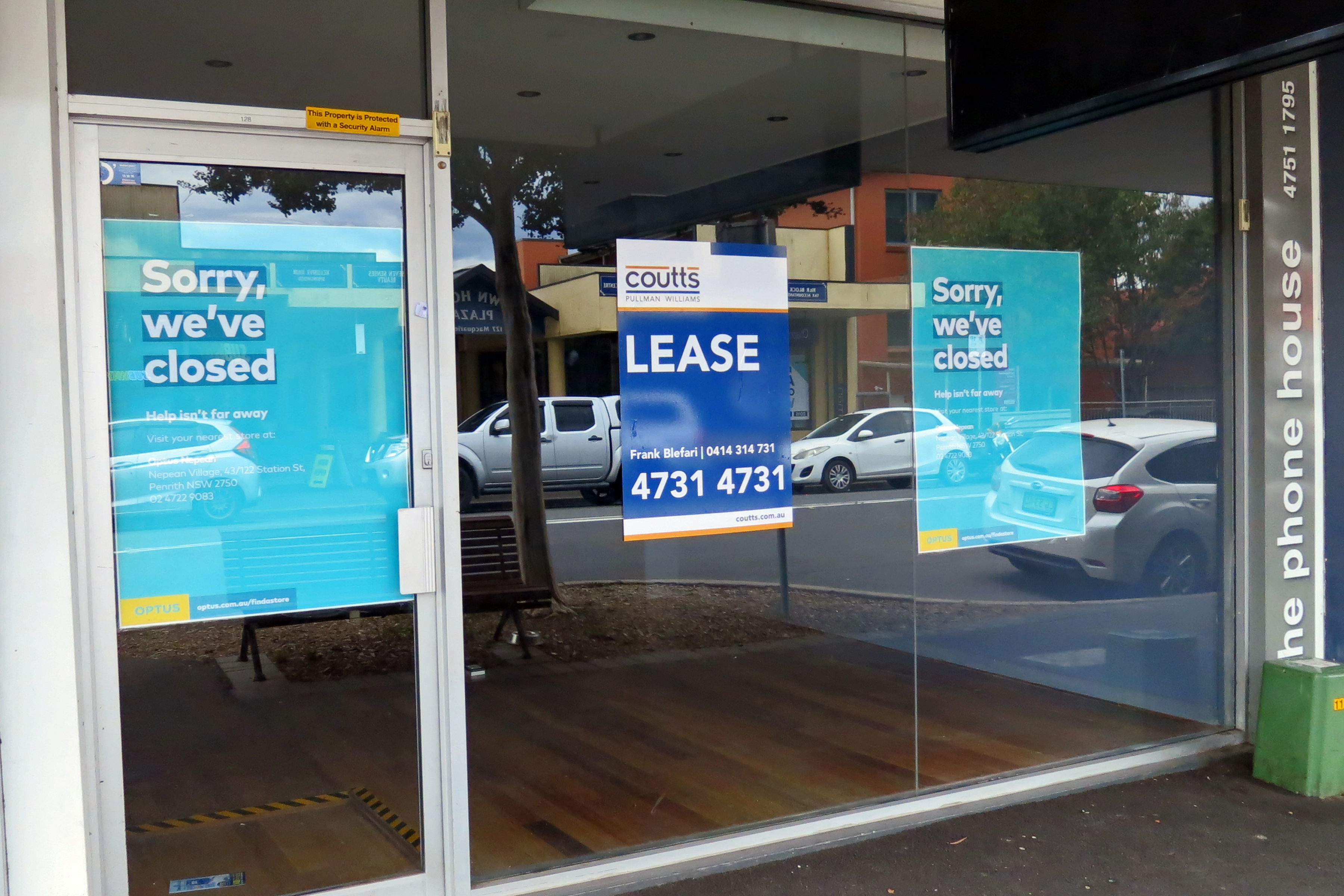
Cartelli che chiedono scusa per la chiusura di un negozio, mostrando rimpianto o rimorso.

Esistono modelli concettuali di rimpianto nel rimpianto (teoria della decisione) principalmente nell'economia teorica e nella finanza in un campo chiamato economia comportamentale. Il rimpianto anticipato, o quanto rimpianto si pensa di provare in futuro, sembra essere sopravvalutato per le azioni e le scelte. Ciò sembra essere, in parte, dovuto alla tendenza a sottovalutare la misura in cui le persone attribuiscono i risultati negativi a fattori esterni piuttosto che a fattori interni (cioè, se stessi). Può portare all'inazione o all'inerzia e all'omissione.
Il rimpianto esistenziale è stato specificamente definito come "un profondo desiderio di tornare indietro e cambiare un'esperienza passata in cui non si è riusciti a scegliere consapevolmente o si è fatta una scelta che non ha seguito le proprie convinzioni, valori o esigenze di crescita".
Gli strumenti per misurare il rimpianto nelle persone che devono prendere decisioni mediche non sono riusciti ad affrontare i concetti attuali di rimpianto e non sono riusciti a differenziare il rimpianto dalla delusione. Inoltre, non hanno cercato impatti positivi del rimpianto. Il rimpianto del processo può verificarsi se una persona non prende in considerazione le informazioni su tutte le scelte disponibili prima di prendere una decisione.

## Domini della vita
Una meta-analisi del 2005 di 9 studi (7 negli Stati Uniti, uno in Germania, uno in Finlandia) su ciò che gli adulti rimpiangono di più ha concluso che gli adulti in generale si rammaricano di più delle scelte riguardanti la loro istruzione. Le classifiche successive includevano decisioni su carriera, romanticismo e genitorialità. L'istruzione è stata il precursore del rimpianto negli Stati Uniti secondo i sondaggi Gallup nel 1949, 1953 e 1965. L'istruzione è stata il precursore del rimpianto perché è vista come qualcosa in cui le circostanze potrebbero essere cambiate: "Nella società contemporanea, l'istruzione è aperta a continue modifiche per tutta la vita. Con l'ascesa dei college della comunità e dei programmi di aiuto agli studenti negli ultimi decenni, l'istruzione di qualche tipo è accessibile a quasi tutti i gruppi socioeconomici." Questa scoperta può essere attribuita al principio dell'opportunità percepita. "I più grandi rimpianti delle persone sono un riflesso di dove nella vita vedono le loro maggiori opportunità; cioè, dove vedono prospettive tangibili di cambiamento, crescita e rinnovamento.
In altre culture, i rimpianti possono essere classificati in modo diverso a seconda dell'opportunità percepita in una particolare società.

### Nelle decisioni sanitarie
Una revisione del 2016 di studi precedenti ha rilevato che i fattori di rischio per le persone di sviluppare "rimpianto per la decisione" riguardo alla propria assistenza sanitaria erano: maggiore conflitto decisionale, minore soddisfazione per la decisione, esiti avversi per la salute fisica e maggiori livelli di ansia.

### Rimpianti sul letto di morte
Uno studio del 2018 ha rilevato che le persone avevano maggiori probabilità di esprimere "rimpianti legati all'ideale", come non riuscire a seguire i propri sogni e vivere al massimo il proprio potenziale. Ciò è stato trovato in correlazione con i resoconti aneddotici dell'infermiera di cure palliative Bronnie Ware sui rimpianti più comuni che aveva sentito esprimere da coloro che si avvicinavano alla morte, che includevano:
1. "Vorrei aver avuto il coraggio di vivere una vita fedele a me stessa, non la vita che gli altri si aspettavano da me."
2. "Vorrei non aver lavorato così duramente."
3. "Vorrei aver avuto il coraggio di esprimere i miei sentimenti."
4. "Vorrei essere rimasto in contatto con i miei amici."
5. "Vorrei aver permesso a me stesso di essere più felice.[16]"

## Determinanti dell'intensità

### Azione contro inazione
C'è un'interazione tra azione contro inazione e tempo. I rimpianti per un'azione sono più intensi a breve termine, mentre i rimpianti per l'inazione sono più intensi a lungo termine.

### Età
In uno studio del 2001, l'elevata intensità di rimpianti e pensieri intrusivi negli anziani era correlata all'autocontrollo e ci si aspettava che un basso controllo interno fosse autoprotettivo e aiutasse a ridurre il rimpianto. Nei giovani adulti, il controllo interno ha facilitato il cambiamento attivo ed è stato associato a una bassa intensità di rimpianto.

### Opportunità
I più grandi rimpianti delle persone si verificano quando percepiscono la più grande e più importante opportunità per un'azione correttiva. Quando non esiste alcuna opportunità per migliorare le condizioni, i processi di pensiero mitigano la dissonanza cognitiva causata dal rimpianto, ad esempio dalla razionalizzazione e dalla ricostruzione. Il rimpianto spinge le persone verso un processo decisionale rivisto e azioni correttive come parte dell'apprendimento che possono portare miglioramenti nelle circostanze della vita. Uno studio del 1999 ha misurato il rimpianto in base alle recensioni negative con i fornitori di servizi. Il rimpianto era un predittore accurato di chi ha cambiato fornitore. Man mano che si sperimenta un rimpianto più intenso, aumenta la probabilità di avviare il cambiamento. Di conseguenza, maggiore è l'opportunità di un'azione correttiva disponibile, maggiore è il rimpianto provato e maggiore è la probabilità che si ottenga un'azione correttiva. Provare rimpianto stimola l'azione futura per assicurarsi che vengano colte altre opportunità in modo che il rimpianto non venga più sperimentato. Le persone imparano dai propri errori.

### Principio dell'opportunità persa
Con un'opportunità persa il rimpianto dovrebbe intensificarsi, non diminuire, quando le persone sentono che avrebbero potuto fare scelte migliori in passato, ma ora percepiscono opportunità limitate per intraprendere azioni correttive in futuro. "Le persone che abitualmente considerano le conseguenze future (e come possono evitare futuri esiti negativi) sperimentano meno, piuttosto che più, rimpianti intensi dopo un esito negativo". Questo principio offre un'altra ragione per spiegare perché l'istruzione è l'aspetto più deplorevole della vita. L'istruzione diventa un'opportunità più limitata con il passare del tempo. Aspetti come fare amicizia, diventare più spirituali e coinvolgimento nella comunità tendono ad essere meno deplorevoli, il che ha senso perché anche questi sono aspetti della vita che non diventano opportunità limitate. Man mano che passa l'opportunità di porre rimedio a una situazione, i sentimenti di disperazione possono aumentare. Una spiegazione del principio dell'opportunità persa può essere vista come una mancanza di chiusura: una chiusura bassa fa sembrare irrisolti gli eventi passati. La chiusura bassa è associata a "riduzioni dell'autostima e affetti negativi persistenti nel tempo" e alla realizzazione e al rimpianto dell'opportunità persa. La chiusura elevata è associata all'accettazione dell'opportunità persa.
Il principio dell'opportunità persa suggerisce che il rimpianto non serve come motivo correttivo (come suggerisce il principio dell'opportunità). Invece, il rimpianto serve come promemoria più generale per cogliere l'attimo.
Il rimpianto persiste dove esisteva l'opportunità, con l'auto-colpevolizzazione del rimorso che è un elemento fondamentale per stimolare in definitiva un'azione correttiva nel processo decisionale.

## Neuroscienze
La ricerca sulle lesioni cerebrali e la fMRI hanno collegato la corteccia orbitofrontale all'elaborazione del rimpianto.
La completezza del feedback sui risultati dopo aver preso una decisione ha determinato se le persone hanno sperimentato rimpianti (risultati sia della scelta che dell'alternativa) rispetto alla delusione (feedback parziale, vedendo solo il risultato della scelta) in uno studio di magnetoencefalografia. Un altro fattore era il tipo di agente (nelle scienze sociali, la capacità degli individui di avere il potere e le risorse per realizzare il proprio potenziale): con il processo decisionale personale si potevano vedere i correlati neurali del rimpianto, con l'agente esterno (scelta del computer) quelli della delusione. Il rimpianto del feedback ha mostrato una maggiore attività cerebrale nelle regioni anteriore e posteriore destra, con il rimpianto dell'agenzia che ha prodotto una maggiore attività nella regione anteriore sinistra. Sia il rimpianto che la delusione hanno attivato l'insula anteriore e la corteccia prefrontale dorsomediale ma nel caso del rimpianto è stata attivata la corteccia orbitofrontale laterale.
Gli individui psicopatici non mostrano rimpianti o rimorsi. Si pensava che ciò fosse dovuto all'incapacità di generare questa emozione in risposta a esiti negativi. Tuttavia, nel 2016, le persone con disturbo antisociale di personalità (noto anche come disturbo dissociale di personalità ) hanno provato rimpianti, ma non hanno usato il rimpianto per guidare la loro scelta di comportamento. Non è mancato il rimpianto, ma è stato un problema riflettere su una serie di potenziali azioni e stimare i valori dei risultati.

## In altre specie
Uno studio pubblicato nel 2014 da neuroscienziati dell'Università del Minnesota ha suggerito che i topi sono in grado di provare rimpianto per le loro azioni. Questa emozione non era mai stata trovata in nessun altro mammifero a parte gli umani. I ricercatori hanno creato situazioni per indurre rimpianti e i ratti hanno espresso rimpianto sia attraverso il loro comportamento che attraverso specifici schemi neurali nell'attività cerebrale.